# 因诺琴佐·多尼纳
因诺琴佐·多尼纳（義大利語：Innocenzo Donina，1950年7月16日—2020年3月19日）是一名意大利职业足球运动员。
他在意大利的三个顶级职业联赛中为几支球队效力。
2020年3月19日，多尼纳在意大利COVID-19大流行期间死于该疾病。

## 引用
1. ↑  . TUTTOcalcioPUGLIA.com.   [2020-06-23]. （原始内容存档于2020-05-16）.
2. ↑  LaBariCalcio, Redazione. . 2020-03-24  [2020-06-23]. （原始内容存档于2020-03-27）.
3. ↑  . 2020-03-21  [2020-06-23]. （原始内容存档于2020-03-24）.
4. ↑  . Bari Viva.   [2020-03-21]. （原始内容存档于2020-03-23）.